# Margareta
Margareta je žensko ime.

## Osobe s imenom Margareta
- nekoliko svetica poznatih kao Sveta Margareta
- Margareta Bavarska, hrvatska herceginja (1321. – 1374.), njemačka plemkinja
- Margareta Beaufort (1443. – 1509.), majka prvog kralja dinastije Tudor, Henrika VII. i baka Henrika VIII
- Margareta Blojiška (oko 1170. – 1230.), francuska plemkinja
- Margareta Burbonska, gospa Albreta (1344. – 1416.), francuska plemkinja
- Margareta Burbonska, kraljica Navare (oko 1211. – 1256.), kraljica Navare
- Margareta od Clermont-en-Beauvaisisa (oko 1104. – poslije 1145.), francuska plemkinja
- Margareta Engleska (1240. – 1275.), kraljica Škotske
- Margareta III. Flandrijska (1350. – 1405.), francuska plemkinja
- Margareta Francuska (1158. – 1197.), kraljica Engleske i Ugarske
- Margareta od L'Aiglea (oko 1104. – 1141.), kraljica Navare
- Margareta Mađerić (rođena 1977.), hrvatska političarka
- Margareta Navarska (oko 1128. – 1183.), kraljica Sicilije
- Margareta Norveška (1283. – 1290.), norveška škotska princeza
- Margareta od Passavanta, francuska plemkinja
- Margareta Pole (1473. – 1541.), engleska plemkinja
- Margareta Tudor (1489. – 1541.), škotska kraljica
- Margareta od Villehardouina (1266. – 1315.), grčka plemkinja
- Margareta I. Velika (1353. – 1412.), kraljica Danske, Norveške i Švedske
- Margareta II. (rođena 1940.), kraljica Danske